# 329 Svea
329 Svea (mednarodno ime je tudi 329 Svea) je asteroid tipa C (po Tholenu) v glavnem asteroidnem pasu. 

## Odkritje
Asteroid je odkril Max Franz Joseph Cornelius Wolf 21. marca 1892 v Heidelbergu.. 
Poimenovan je po Švedski.

## Lastnosti
Asteroid Svea obkroži Sonce v 3,9 letih. Njegova tirnica ima izsrednost 0,025, nagnjena pa je za 15,887° proti ekliptiki. Njegov premer je 77,80 km, okoli svoje osi se zavrti v 15,201 h .